# L'últim cop
L'últim cop (títol original en anglès Heist) és una pel·lícula canadencoestatunidenca dirigida per David Mamet, estrenada el 2001.

## Argument
Joe Moore (Gene Hackman) és un lladre professional especialitzat en joieria. Desitja tenir Jimmy Silk (Sam Rockwell) com a soci per realitzar un últim cop abans d'agafar la jubilació. Jimmy és un jove principiant en potència, nebot del seu encobridor, Bergman (Danny DeVito). Per tal que Jimmy accepti unir-se a ell, Joe envia la seva dona Fan (Rebecca Pidgeon) a seduir-lo.

## Repartiment
- Gene Hackman: Joe Moore
- Delroy Lindo: Bobby Blane
- Danny DeVito: Bergman
- Sam Rockwell: Jimmy Silk
- Rebecca Pidgeon: Fan